# Eleccions al Parlament Escocès de 2016
Les eleccions al Parlament Escocès de 2016 se celebraren el 5 de maig de 2016 per tal d'escollir els 129 membres del Parlament Escocès. Van ser les cinquenes eleccions des que es va constituir el parlament, el 1999, i les primeres en què van poder votar els joves de 16 i 17 anys.

## Data
Segons la Scotland Act 1998, unes eleccions generals ordinàries al Parlament Esocès s'haurien celebrat normalment el primer dijous de maig quatre anys després de les eleccions del 2011, i, per tant, el maig del 2015. Tanmateix, el maig del 2010, el nou govern del Regne Unit va acordar celebrar les següents eleccions generals del Regne Unit també el maig del 2015. El Partit Nacional Esocès va criticar aquesta decisió, ja que, tal com havia estat recomanat després de les eleccions del 2007, les eleccions amb sistemes de votació diferents s'haurien de celebrar en dies separats: una recomanació que tots els partits polítics havien acceptat llavors. Com a resposta a aquestes crítiques, el viceprimer ministre, Nick Clegg, va oferir posposar un any les eleccions al Parlament Escocès. Tots els principals partits polítics van explicitar el seu suport per retardar les eleccions un any. Així doncs, la data de les eleccions es va fixar pel 5 de maig del 2016.

## Sistema de votació, escons i regions
S'elegeixen un total de 129 diputats.
El sistema escocès utilitza la representació proporcional mixta, pensat per atorgar una representació proporcional a cada regió. Hi ha un total de vuit regions, cadascuna de les quals està subdividida en petits circumscripcions (constituencies, en anglès). Hi ha fins a 73 constituencies, i cadascuna elegeix un diputat segons l'escrutini uninominal majoritari. Cada regió elegeix set diputats addiconals seguint el sistema de representació proporcional mixta. Per elegir aquests últims diputats s'utilitza una regla D'Hondt modificada.

## Candidatures

### Candidatures que es presenten tant a les circumscripcions nacionals com a les regionals
El Partit Nacional Escocès, el Partit Laborista Escocès, el Partit Conservador Escocès i els Liberal Demòcrates Escocesos presenten candidats a totes les circumscripcions.
- Partit Nacional Escocès
- Partit Laborista Escocès
- Partit Conservador Escocès
- Liberal Demòcrates Escocesos
- Partit Verd Escocès – a totes les regions i a les circumscripcions de Coatbridge and Chryston, Edinburgh Central i Glasgow Kelvin.
- Partit Llibertari Escocès − només a les regions de West of Scotland,[13] Mid Scotland and Fife i North East Scotland region only[14] i a la circumscripció d'Edinburgh Central.[15]

### Candidatures només a les circumscripcions regionals
- Clydesdale and South Scotland Independent[16]
- Communist Party of Britain[14]
- National Front[14]
- RISE
- Scottish Christian Party[17]
- Solidarity – Scotland's Socialist Movement[18]
- Partit de la Independència del Regne Unit[19]
- Women's Equality Party[15] and Glasgow[20]

### Candidatures només a les circumscripcions nacionals
- Trade Unionist and Socialist Coalition (TUSC): a Glasgow Cathcart, Glasgow Pollok, Glasgow Shettleston, Renfrewshire North and West, Dundee East i Dundee West[21]
- Candidats independents

## Enquestes

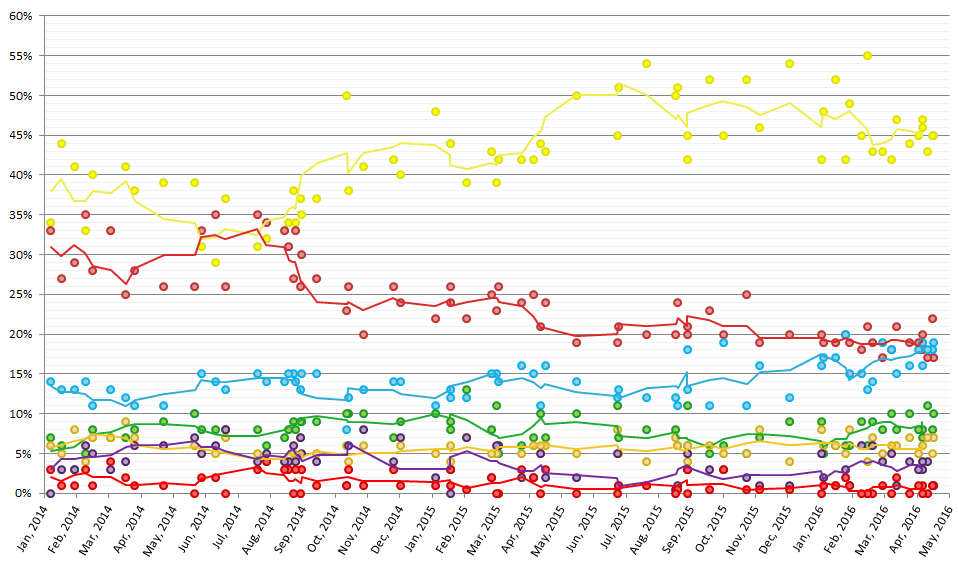
De l'1 de gener del 2014 al 28 d'abril del 2016, cada línia correspon a un partit polític.

## Diputats sortints
| Circumscripció                   | Diputat            | Partit | Partit                     |
| -------------------------------- | ------------------ | ------ | -------------------------- |
| Edinburgh Central                | Marco Biagi        |        | Partit Nacional Escocès    |
| Cunninghame South                | Margaret Burgess   |        | Partit Nacional Escocès    |
| Caithness, Sutherland and Ross   | Rob Gibson         |        | Partit Nacional Escocès    |
| Carrick, Cumnock and Doon Valley | Adam Ingram        |        | Partit Nacional Escocès    |
| Edinburgh Eastern                | Kenny MacAskill    |        | Partit Nacional Escocès    |
| Strathkelvin and Bearsden        | Fiona McLeod       |        | Partit Nacional Escocès    |
| Aberdeenshire East               | Alex Salmond       |        | Partit Nacional Escocès    |
| Skye, Lochaber and Badenoch      | Dave Thompson      |        | Partit Nacional Escocès    |
| North East Scotland              | Richard Baker      |        | Partit Laborista Escocès   |
| Edinburgh Northern and Leith     | Malcolm Chisholm   |        | Partit Laborista Escocès   |
| Renfrewshire South               | Hugh Henry         |        | Partit Laborista Escocès   |
| West of Scotland                 | Margaret McDougall |        | Partit Laborista Escocès   |
| Greenock and Inverclyde          | Duncan McNeil      |        | Partit Laborista Escocès   |
| South of Scotland                | Graeme Pearson     |        | Partit Laborista Escocès   |
| Mid Scotland and Fife            | Richard Simpson    |        | Partit Laborista Escocès   |
| Glasgow                          | Drew Smith         |        | Partit Laborista Escocès   |
| Lothian                          | Gavin Brown        |        | Partit Conservador Escocès |
| Lothian                          | Cameron Buchanan   |        | Partit Conservador Escocès |
| Galloway and West Dumfries       | Alex Fergusson     |        | Partit Conservador Escocès |
| West of Scotland                 | Annabel Goldie     |        | Partit Conservador Escocès |
| Highlands and Islands            | Jamie McGrigor     |        | Partit Conservador Escocès |
| North East Scotland              | Nanette Milne      |        | Partit Conservador Escocès |
| Highlands and Islands            | Mary Scanlon       |        | Partit Conservador Escocès |
| Mid Fife and Glenrothes          | Tricia Marwick     |        | President del Parlament    |

## Resutats
Les eleccions van donar lloc a un Partit Nacional Escocès guanyant un tercer mandat al govern, encapçalat per Nicola Sturgeon però quedant a dos escons de renovar la majoria absoluta. Els Partit Conservador Escocès van augmentar significativament el suport i van substituir el Partit Laborista Escocès com a segon partit i principal oposició al Parlament escocès. Aquesta va ser la primera vegada que els laboristes van acabar en tercer lloc en unes eleccions escoceses en 98 anys. El Partit Verd Escocès va guanyar sis escons a la llista regional i van superar els Liberal Demòcrates Escocesos, que es van quedar en cinc escons.